# Pablo Jofré
Pour les articles homonymes, voir Jofré.
Pablo Jofré, né en 1974 à Santiago, est un poète chilien.
Il vit et travaille actuellement[évasif] à Berlin, en Allemagne.

## Biographie
Pablo Jofré est né à Santiago au Chili, fils de Josefa Estrella Jofré Rivera et Eduardo Olmos Fuenzalida. Après ses études secondaires, il s’est rendu pour la première fois en Europe en 1992 et a visité l’Allemagne, la France, l’Espagne et le Portugal pendant un an, étudiant l’anglais et l’allemand à Hildesheim. De retour au Chili, il a étudié le journalisme à l’université Diego-Portales et entreprend une maîtrise en anthropologie culturelle à l’Université du Chili qu’il abandonne pour se rendre à Barcelone en 2002, où il a suivi des cours de théorie littéraire et de littérature comparative à l’Université de Barcelone. À Barcelone, il a étudié le catalan, le français et l’anglais, et a participé aux ateliers littéraires de Leonardo Valencia et Joan-Ignasi Elias. En 2011, il a obtenu la nationalité espagnole et a décidé d’émigrer à Berlin, où il vit depuis cette année-là.

## Œuvres
Jofré publie son premier poème dans le magazine de son école[réf. nécessaire]. En 2006, il a commencé à écrire son livre de poésie Abécédaire à Barcelone, qui est inclus dans l’anthologie des lauréats du Prix Lagar, Anda libre en el surco (La Serena 2009), sous le pseudonyme de Jofre Rueca. Abécédaire est ensuite publié en 2012 dans la maison d'édition espagnole Siníndice avec un texte de Sergio Gaspar et réédité en 2016 par Marisol Vera chez Cuarto Propio avec une préface d’Elvira Hernández et une couverture de l’illustrateur Lars Henkel.
Vivant en Allemagne, il publie le recueil de poèmes Usted chez Milena Berlin, un « audioleporello » avec des morceaux de musique électroacoustique du compositeur Mario Peña y Lillo lancé en 2013 à la Galerie Balaguer à Barcelone dans le cadre de l’exposition collective I don't believe in you but I believe in Love organisée par Paola Marugán . En 2015, certains de ses poèmes ont été inclus dans le recueil Tejedor en… Berlin (L.U.P.I., Sestao)  édité par Ernesto Estrella et Jorge Locane. En 2017, Cuarto Propio publie Extranjería avec une préface de Diego Ramírez (Carnicería Punk) et une couverture de Carola del Río qui a été lancée au Chili avec une tournée de promotion du poète dans les bibliothèques du Système National des Bibliothèques Publiques d’Arica, de Valparaiso et de Temuco. En décembre 2019, son dernier livre Berlin Manila (LUPI / Zoográfico) a été publié, un recueil de poèmes qui reproduit un voyage de Berlin à Manille. En 2020, Luis Luna publie Entre tanta calle (poésie recueillie) à Amargord (Madrid) avec un prologue de Julio Espinoza Guerra. Entre tanta calle a également été publié par Marisol Vera à Cuarto Propio (Santiago, Chili 2024) avec un prologue de Gian Pierre Codarlupo.
Abécédaire a été traduit en grec par Constance Tagopoulos et Marta Dios avec une préface de Tagopoulos et une couverture d'Artemis Alcalay (Gavrielides 2015), ; en allemand par Barbara Buxbaum et Johanna Menzinger avec une postface de José F. A. Oliver et une couverture de Ginés Olivares (Parasitenpresse 2017) ; en italien par Mauricio Fantoni Minella (Ladolfi Editore, 2017); en anglais par le poète David Shook avec une préface de Will Alexander (Insert Blanc Press 2017) et en français par Pierre Fankhauser (BSN Press 2019) .
En décembre 2021, Adrian Kasnitz publie dans Parasitenpresse (Cologne) Berlin Manila sous le titre de Berlin – Manila, traduit par Odile Kennel.
Jofré a participé aux festivals LEA à Athènes en 2015, au George Town Literary Festival en Malaisie (2015 et 2016), au Festival Internazionale di Poesia à Gênes en 2017et à LIFEs, la biennale littéraire de Jakarta consacrée à l’Amérique latine en 2017. En 2020, il a participé au Festival Enclave à Mexico, dirigé par Rocio Cerón, au 21. Poesiefestival Berlin et au 2. Europäisches Literaturfestival Köln-Kalk. En 2022, il participe au Festival Krouac à Mexico.
Avec le musicien Andi Meissner (guitare électrique), il dirige depuis 2012 le duo Jofre Meissner Project qui a créé en 2014 sa performance La edad ligera au Crossroads festival de New York. Les poèmes d’Extranjería et d’Abécédaire font partie du répertoire traditionnel du duo. Son poème La Edad Ligera (du recueil Extranjería) a fait partie de l’action Bombing of poems (Casagrande-Southbank Center) au Jubilee Gardens de Londres en 2012.
Jofré a traduit la poésie de Nora Gomringer, Adrian Kasnitz, Odile Kennel, David Shook et Elfriede Jelinek, et est commissaire du cycle littéraire Traduttore, traditore ! à Berlin.

## Distinctions
- Prix d’honneur du Concours national de poésie et de rédaction Gabriela Mistral, Prix Lagar (2009) pour Abécédaire[22].
- Prix Ciudad de San Andrés de la Barca 2010 pour le poème La Danza de la Existencia (Extranjería)[22].
- 2016 : Bourse de création littéraire du Conseil national de la culture et des arts[réf. nécessaire].
- Bourse de résidence 2017 du Collège des Traducteurs de Looren[22] de la Confédération suisse et du Collège européen des traducteurs (2018 et 2019) à Straelen.